# Volta al País Basc femenina
|  | Aquest article és sobre la competició femenina. Per a la competició masculina, vegeu Volta al País Basc |

La Volta al País Basc femenina o Itzulia femenina (oficialment: Itzulia Women) és una cursa de ciclisme en ruta femení per etapes que es disputa anualment al País Basc i que forma part de l'UCI Women's World Tour.

## Història
La primera edició de la prova fou el 2019, quan s'anomenava Clàssica de Sant Sebastià femenina i era una cursa d'un dia que es disputava el mateix dia que la Clàssica de Sant Sebastià masculina. Formava part del Calendari Femení UCI (categoria 1.1) i l'australiana Lucy Kennedy en fou la seva primera vencedora.
L'any següent, la prova va pujar de categoria, esdevenint 1.Pro; però, va ser cancel·lada a causa de la pandèmia de la covid-19. Així doncs, la segona edició fou el 2021, quan la competició ja formava part de l'UCI Women's WorldTour. Si bé inicialment formava part del calendari UCI Women's WorldTour com una cursa per etapes sota el nom d'Itzulia Women; a causa de la covid-19, es va abandonar la idea i la cursa es va afegir al calendari del WorldTour com una cursa d'un dia amb el seu nom antic. Aquest cop, la vencedora fou la neerlandesa Annemiek van Vleuten.
De cara a l'edició del 2022, l'organització de la competició va implementar finalment el format de prova per etapes i va modificar-ne el nom a Itzulia Women. La neerlandesa Demi Vollering, que va imposar-se en totes les etapes, en fou la primera vencedora.

## Palmarès
| Any  | Vencedora      | Segona               | Tercera              |
| ---- | -------------- | -------------------- | -------------------- |
| 2022 | Demi Vollering | Pauliena Rooijakkers | Kristen Faulkner     |
| 2023 | Marlen Reusser | Demi Vollering       | Katarzyna Niewiadoma |
| 2024 | Demi Vollering | Mischa Bredewold     | Juliette Labous      |
| 2025 |                |                      |                      |